# Giovanni Brotto
Giovanni Brotto (Cassola, 31 luglio 1917 – 20 febbraio 2012) è stato un ciclista su strada italiano.
Professionista e indipendente tra il 1939 e il 1951, colse in carriera quattro vittorie, tra le quali due edizioni de La Popolarissima, e partecipò due volte al Giro d'Italia.

## Carriera
Corse per la Bianchi, la Viscontea, la Wilier Triestina e la Arbos. Vinse due edizioni della Astico-Brenta e due edizioni de La Popolarissima; nel 1942 si classificò settimo alla Milano-Sanremo 1942.

## Palmarès
- 1938

Astico-Brenta
La Popolarissima
- 1939

La Popolarissima
- 1940

Astico-Brenta
Gran Premio Buton a coppie (con Guerrino Lunardon)

## Piazzamenti

### Grandi Giri
- Giro d'Italia

1940: 32º
1947: 44º

### Classiche monumento
- Milano-Sanremo

1941: 16º
1942: 7º
1943: 33º
1949: 98º
- Giro di Lombardia

1940: 25º
1942: 36º